# Saffie Sawaneh
Saffie Sawaneh (Safiatou oder Saffiatou Sawaneh; geb. 10. Januar 1988) ist eine gambische Beachvolleyballspielerin.

## Karriere
Von der Gründung eines gambischen Nationalteams im Beachvolleyball im Jahr 2011 an war Sawaneh Nationalspielerin. Sie spielte zunächst für Olympafrica Centre/Serrekunda East, ab etwa 2014 für die Gambia Armed Forces. Dort ist Abie Kujabi ihre Teampartnerin.
Im Januar 2011 wurde ein gambisches Nationalteam in Dakar (Senegal) Dritter in der ersten Runde der Qualifikation für die Olympischen Sommerspiele 2012 und qualifizierte sich für die zweite Runde. Dort nahmen im Juli in Sierra Leone Sawaneh/Kujabi sowie Tambedou/Joof teil und belegten Platz sechs.
Im November 2012 nahm sie mit Marie Wadda an der Zone 2 Beach Volleyball Championship in Kap Verde teil und erreichte den dritten Platz.
Das Jahr 2015 war für das Team überaus erfolgreich. Bei der Qualifikation für die Olympischen Sommerspiele 2016 konnten sich im Januar 2015 in der ersten Runde in Dakar Kujabi/Sawaneh und Tambedou/Ceesay für die zweite Runde qualifizieren. Im April 2015 nahmen Kujabi/Sawaneh zum ersten Mal in Dakar an der Qualifikation für die Afrikaspiele 2015 teil, schieden jedoch mit einem dritten Platz aus.
Im März 2017 gewannen Sawaneh/Kujabi die erste Qualifikationsrunde für die Afrikaspiele 2019 in Banjul. Bei den Spielen selbst stand Sawaneh nicht im Kader.